# Jiao He (vattendrag i Kina, Shandong, lat 36,00, long 119,73)
Jiao He är ett vattendrag i Kina. Det ligger i provinsen Shandong, i den östra delen av landet, omkring 250 kilometer öster om provinshuvudstaden Jinan.
Genomsnittlig årsnederbörd är 896 millimeter. Den regnigaste månaden är juli, med i genomsnitt 269 mm nederbörd, och den torraste är januari, med 9 mm nederbörd.